# Dragan Jelič
Dragan Jelič (Maribor, 27 febbraio 1986) è un ex calciatore sloveno, di ruolo attaccante.

## Carriera

### Club
Jelič ha iniziato la carriera professionistica con il Maribor, dove ha giocato dal 2004 al 2006, prima di trasferirsi in Turchia al Çaykur Rizespor nella stagione 2006-2007. Dopo un anno all'estero, è tornato al Maribor, dove ha disputato cinque stagioni (2007-2012), intervallate da due esperienze in prestito: nel 2010 in Russia con il Kryl'ja Sovetov Samara e nel 2011 nei Paesi Bassi con il Willem II.
Nella stagione 2012-2013 ha militato nel Mura 05, per poi trasferirsi in Austria al Kapfenberger SV (2013-2014), giocando anche alcune partite con la squadra riserve. Nel 2014 ha avuto una breve esperienza al Radnički Niš, quindi è tornato in Slovenia per una stagione con il Rudar Velenje.
Nel 2015 si è trasferito in Polonia al Chojniczanka Chojnice, prima di tornare nuovamente in Austria, dove ha chiuso la carriera nelle serie inferiori con il Voitsberg (2016-2017) e il Gralla (2017-2019).
Conta varie presenze nelle coppe europee.

### Nazionale
Ha rappresentato la Slovenia Under-21 tra il 2006 e il 2007, collezionando 3 presenze.

## Palmarès

### Club
- Campionato sloveno: 2

Maribor: 2008-2009, 2011-2012
- Coppa di Slovenia: 1

Maribor: 2012
- Supercoppa di Slovenia: 1

Maribor: 2009